# 제임스 마르시아
제임스 마르시아(James E. Marcia)는 임상심리학자이자 발달심리학자이다. 마르시아는 캐나다 브리티시컬럼비아(British Columbia) 주(州)의 사이먼프레이저대학교(Simon Fraser University), 뉴욕주 업스테이트(Upstate New York)에 위치한 뉴욕주립대학교 버팔로캠퍼스(State University of New York at Buffalo)에서 강의하였다. 마르시아는 임상 관련 개인 상담소 개설, 임상심리학 대학원 논문 지도, 지역사회 상담, 국제 임상 발달 연구 및 강의 분야에서도 활동하고 있다.

## 어린 시절과 교육
마르시아는 미국 오하이오(Ohio) 주(州) 스프링필드(Springfield)에 소재한 위텐버그대학교(Wittenberg University)에서 문학사(B.A.)를 취득하고 오하이오주립대학(Ohio State University)에서 박사학위(PhD)를 받았다.

## 자아정체성 지위이론
마르시아는 심리발달(psychological development)에 관한 광범위한 연구와 저작으로 유명하며, 특히 청소년기 심리사회적 발달과 평생 정체성 발달(lifespan identity development)에 주목하였다. 에릭 에릭슨(Erik H. Erikson)은 청소년기 규범충돌(normative conflict)은 정체성 성취(identity achievement)와 정체성 혼미(identity confusion) 사이의 대립이라고 하였다. 마르시아는 에릭슨의 프로포절을 보다 체계화하여, 이 단계는 에릭슨이 말한대로 정체성 해소(identity resolution)나 정체성 혼미로 구성되는 것이 아니라, 정치, 직업, 종교, 친밀관계, 우정, 젠더 역할(gender roles) 등의 다양한 삶의 영역(life domains)에서 정체성(identiy, 혹은 정체감)을 탐색(explore)하고 정체성을 획득하기 위하여 전념(commit)하는 정도로 이해하는 것이 더 좋다고 보았다. 청소년들이 전념해야 하는 두 영역은 이념(ideology)과 직업(occupation)이라고 말했다.
자신의 정체성 발달 이론에서 마르시아는 청소년기 정체성 성취에 관하여 선택 혹은 위기의 시기(a time of choosing or crisis)와 전념(commitment) 두 부분이 있다고 말한다. 마르시아는 위기(crisis)를 격동의 시기(a time of upheaval)로 정의하였는데, 이 시기에 청소년들은 오래된 가치(old values)나 선택사항들(old choices)을 재검토하고 새로운 대안들을 탐색한다. 즉 ‘청소년 시기 중, 여러 직업과 신념에 관한 대안들 중에서 무언가를 활발하게 선택하는 시기’인 것이다. 탐색(exploration)과 전념(commitment)이라는 이 두 과정을 어떻게 보내느냐 여부가 정체성 위기(identity crisis) 이후를 좌우할 수 있다. 즉 새로운 정체성 대안(identity alternative)을 탐색할 것인지 혹은 어느 정도 범위까지 탐색할 것인지, 그리고 그렇게 선택한 대안에 전념할지 여부인 것이다.

## 네 가지 정체성 지위
마르시아는 정체성 지위 면담(Identity Status Interview)을 개발하였다. 이는 심리학에서의 정체성 연구를 위한 준구조화 면담 도구(method of semi-structured interview)로서, 한 개인의 탐색과 전념의 범위를 다른 삶의 영역과 아울러서 조사하는 것이다. 마르시아와 동료들이 개발한 항목별 점수 메뉴얼(scoring manual)을 사용하여 면담을 진행하고 이를 통해 얻은 자료들을 평가함으로써, 이들은 네 가지 가능한 결과를 얻었다.
마르시아가 분류한 ‘네 가지 정체성 지위(the four identity statuses)’란 정체성 상실 지위(identity foreclosure status), 정체성 혼미 지위(identity diffusion status), 정체성 유예 지위(identity moratorium status), 정체성 성취 지위(identity achievement status)로 구성된다.

### 1. 정체성 상실
정체성 상실(혹은 정체성 폐쇄, 정체성 유실(遺失), 정체성 유질(流質), 정체성 조기 성숙) 지위는 대안 탐색이 없는 전념이 이뤄질 때 발생하며, 자녀가 문제 제기 없이 받아들인 부모의 생각이나 신념에 기반하여 전념하기도 한다. 예를 들어, 아버지가 감리교도(Methodist)에 공화당 지지자(Republican)인 농부라면, 아들 역시 문제제기를 거의 하지 않고 감리교도에 공화당 지지자인 농부가 되거나 비슷하게 될 가능성이 있는데, 이 경우 아무리 아들이 전념하였다고 하여도 정체성을 달성하였다고 할 수 없다는 것이다.
전당계약에서 채무자가 기한 내에 채무를 변제하지 못하면, 계약에 따라 채권자는 채무자로부터 원금을 받지 못하고 대신 채무자가 맡긴 담보물을 자기 소유로 하고 처분하여 채무 대금을 충당하는 ‘유질처분(流質處分, foreclosure)’처럼, 청소년 자녀는 자의 혹은 타의로 부모가 물려준 정체성을 부모에게 돌려주지 않고 자신의 소유로 만들게 된다. 청소년이 부모가 규정해 준 정체성(prescribed identity)에 반대하여 다른 하나의 정체성을 채택하면, ‘부적 정체성(negative-identity)’이 형성될 수 있다. 청소년들이 ‘유질처분’을 통하여 권위적인 가치관들을 지지하는 현상에 대하여, 마르시아는 ‘유질처분’을 부모의 또 다른 자아(the alter egos)가 되는 것이라고 보는 청소년들의 관점과 완전히 일치한다고 보았다.
마르시아는 정체성 위기가 일단 닥치면, 더 이상 정체성 상실 지위로 돌아갈 수 없다고 보았다.

### 2. 정체성 혼미
정체성 발달의 필요성을 대면하지 못하는 청소년은 정체성 혼미(혹은 정체성 혼란, 정체성 혼돈)라는 아무 형태도 없는 상태(amorphous state)로 남게 되어 탐색이나 전념을 하지 않는다. 이 상태는 사회적 고립(social isolation) 상태를 초래할 수 있다. 정체성 혼미는 네 가지 정체성 지위들 중에서 가장 단조롭고 미성숙하며, 인생을 규정짓는 영역들(life-defining areas)을 통틀어서 해야 할 탐색도 전념도 하지 않는 사람들에게 두드러진 특징이다. 이들은 정체성 위기를 겪을 수도 겪지 않을 수도 있는데, 그때마다 이들은 문제에 관심이 거의 없거나 계속 결단을 내리지 않는다.
정체성 혼미 지위의 사람들은 자신에게 부여되는 것이 거의 없기 때문에 불안을 많이 겪지 않는다. 그러나 신경 쓰고 돌봐야 할 것들이 많아질수록, 이들은 정체성 유예 지위로 가게 되거나, 혹은 정신 혼란으로 인하여 조현병(schizophrenia) 환자가 되거나, 혹은 부적 정체성 역할(negative identity-role)이나 자멸적 정체성 역할(self-destructive identity-role)을 채택한다.

### 3. 정체성 유예
정체성 유예 지위(혹은 일시적 정지)는 위기 상태에서 전념하지 않거나 전념 활동이 모호하지만 대안 탐색은 활발히 하는 상태이다. 정체성 유예 지위의 학생들은 다른 지위의 학생들보다 더 많은 불안을 겪으며, 이들에게 있어 현실은 예측 불가하기에, 이들은 세상을 예측 가능한 것으로 만들려고 필사적으로 노력한다.
이러한 불안에도 불구하고, 포스트모턴적 경향은 사람들로 하여금 정체성 유예 지위에 더 오래 머물도록 했는데, 이 현상에 대하여 게일 쉬히(Gail Sheehy)는 ‘잠정적 성인기(Provisional Adulthood)’라고 명명하였다.

### 4. 정체성 성취
정체성 위기를 겪고 이를 뚫고 나왔다면, 정체성 혼미 지위에서 정체성 유예 지위로, 그리고 다시 정체성 성취 지위로 진행하는 발전이 있을 것이라고 마르시아는 보았다. 이러한 발전 상태는 위기를 겪고 정체성 탐색과 전념을 수행하는 사람들의 지위가 된다. 마르시아는 정체성을 성취한 학생들은 자신의 외부가 아닌 내면에서 자기규정 소재(locus of self-definition)를 발달시켰다고 기술함으로써 자신의 이론을 증명하였다.

## 정체성 지위 이동
정체성 지위 이동(identity status shift)은 평생에 걸쳐서 발생한다. 청소년기 후반에서 성년기 초반에 정체성 지위 변화(identity status change)는 퇴행하는 것이 아니라 발전하는 것이 될 가능성이 2배 이상 된다. 장기간적으로 살펴보면, 지위 변화는 정체성 유예 지위에서 정체성 성취 지위로 전이(transition)하는 것이 가장 흔하다.
이러한 전이는 정체성 불균형(disequilibrium in identity)으로 인하여 발생하기도 한다. 마르시아는 불균형과 관련되어서 지위 변화가 어떻게 발생하는지를 간략하게 설명하였다. 정체성 위기는 성년기 중후반 단계나 삶에서 맞닥뜨리는 중대한 사건(life events)의 형태로 오게 된다. 개인에게 따라 다르지만, 배우자나 연인의 죽음, 실직, 이사 등과 같은 중대 사건들은 불균형을 발생시키기도 한다. 그러나 이는 개인이 모종의 정체성 유형을 구축해 둔 상태에서만 발생한다. 정체성 혼미 지위는 침체되어 있는(stagnant) 상태로서, 이 지위에 있는 사람들은 정체성을 구축하는 노력을 한 적이 없기에 재구축할 정체성 자체가 없다. 정체성 상실 지위의 경우, 대부분은 어렸을 때와 유사한 환경에 살기를 택하여서 변화하지 않는다. 정체성 불균형은 정체성 상실 지위의 사람들에게 매우 파괴적인 효과를 가져다 준다.
정체성 불균형 상태가 발생하면, 재구축 기간(a period of re-construction)이 시작된다. 이 기간은 ‘유예-성취-유예-성취 주기(moratorium-achievement-moratorium-achievement cycle, MAMA cycle)’로 불린다. 세 심리사회적 단계와 어우러져 개인에게는 최소 3번의 MAMA 주기가 발생한다. 재구축 기간동안 개인은 초기 정체성 지위로 퇴행(regress)한다. 낡은 구성체들(old constructs)이 무너져서 정체성에 더 적합한 새로운 구성체들이 구축되는 것이 핵심이다. 재구축 과정에서 이전 정체성과의 연속성은 계속 존재하지만, 새로운 구축이 새로운 삶의 경험과 전념들을 포함하면서 확장된다.

## 적용가능성과 비판
마르시아는 청소년 후반에 주목하였으나, 정작 그의 이론은 다양한 정체성 위기가 발생하는 성년 중후반에 적용할 수 있다. 한 연구에서는, 마르시아의 정체성 지위 모델과 사회적 행동(social behavior) 사이의 연관성을 모색하여, 19~35세 사이 연령대의 젊은 성인들에 주목하였다. 정체성 지위는 특정한 어느 한 연령대에 제한된 것이 아니다. 종교적 신념, 이념, 직업 선호도와 같은 정체성과 관련된 요소들을 개인은 평생 탐색한다.
마르시아의 준구조화 면담 방식을 사용하는 것으로 인하여, 연구가 다른 문화에 유연하게 적용될 수 있게 한다. 정체성 지위들에 대한 비교문화 타당화(cross-cultural validation) 연구가 많이 있었다.
그러나 비판 연구도 진행되었는데, 대체로 다음과 같이 요약된다.

- 네 가지 정체성 지위는 발달순서(developmental sequence)에서는 작동되지 않는다.
- 정체성 성취 지위에서 의식적 탐색은 요구되지 않거나 발생하지 않는다.
- 정체성 지위에 관한 연구들은 대부분 어떻게 발달이 이뤄질 것인가에 관한 문제보다는, 정체성 지위 유형을 어떻게 분류할 것인가에 관한 문제에 보다 집중한다.[31]

## 같이 보기
- 자기동일성